# どんな愛をこめて
『どんな愛をこめて』（どんなあいをこめて、イタリア語: Con quale amore con quanto amore）は、1970年（昭和45年）製作・公開、パスクァーレ・フェスタ・カンパニーレ監督のイタリア映画である。イタリア式コメディの1作である。

## 略歴・概要
本作は、1969年（昭和44年）、イタリアの映画プロデューサーシルヴィオ・クレメンテッリが代表を務める製作会社クレシ・チネマトグラフィカが企画製作を開始し、同年11月撮影を開始、1970年初頭に完成した。オッタヴィオ・イェンマの執筆した原案を、イェンマとパスクァーレ・フェスタ・カンパニーレが脚本を共同執筆した。イタリアでは1970年1月30日に公開された。DVDは発売されていない。
日本では、2011年（平成23年）2月現在に至るまで劇場公開、テレビ放映、DVD等のビデオグラム販売等は行われていない。劇伴音楽の作曲を行ったアルマンド・トロヴァヨーリのベストアルバム『スパーク・イン・シネマ』（1994年）等が日本で独自に編まれ、『どんな愛をこめて』のタイトルで日本でも知られるところとなる。

## スタッフ
- プロデューサー : シルヴィオ・クレメンテッリ
- 監督 : パスクァーレ・フェスタ・カンパニーレ
- 原作 : オッタヴィオ・イェンマ
- 脚本 : パスクァーレ・フェスタ・カンパニーレ、オッタヴィオ・イェンマ
- 撮影 : フランコ・ディ・ジャコモ （Franco Di Giacomo）
- 編集 : セルジオ・モンタナーリ （Sergio Montanari）
- 音楽 : リズ・オルトラーニ

## キャスト
クレジット順
- クロード・リッシュ （Claude Rich） - アンドレア
- ルー・カステル （Lou Castel） - エルネスト
- カトリーヌ・スパーク - フランチェスカ
- エリカ・ブラン - ゾラ

アルファベット順
- ミシェル・バルディネ （Michel Bardinet） - ルネ
- アルド・ジュッフレ （Aldo Giuffrè） - ジョヴァンニ
- マリーザ・トラヴェルシ （Marisa Traversi）

## 関連事項
- イタリア式コメディ

## 註
1. 1 2 3 4 5  Con quale amore con quanto amore, インターネット・ムービー・データベース （英語）, 2011年2月17日閲覧。
2. ↑  パスクァーレ・フェスタ・カンパニーレ、allcinema ONLINE, 2011年2月17日閲覧。